# Sinagoga Adat Israel
La Sinagoga Adat Israel es la más grande de las sinagogas de Bogotá. Ubicada en la Carrera Séptima Avenida 94-Estado de Israel 9430, construida entre los años 1960 e inaugurada en el año 1972 por la Congregación Religiosa Adat Israel y diseñada por el arquitecto Bruno Violi en estilo arquitectónico modernista.

## Historia
En la década de 1970 la comunidad judía de Bogotá llegó a su momento de mayor expansión contando con más 15.000 fieles en la ciudad, incluso la comunidad logró que la intersección de la calle 94 con la carrera décima recibiera el nombre de Estado de Israel y colocaron al inicio de la vía un monumento en piedra con la lámpara Menorá.
La sinagoga, es el principal punto de reunión de los aproximadamente 5000 Judíos de Chapinero.